# Villacastín
Villacastín est une commune de la province de Ségovie dans la communauté autonome de Castille-et-León en Espagne.

## Sites et patrimoine
- Monuments à la Cigüeña
- Hôtel de ville
- Église Saint-Sébastien (es)
- Chapelle de la Santa Vera Cruz
- Chapelle Nuestra Señora de la Caridad
- Chapelle Nuestra Señora del Carrascal
- Chapelle du Santo Cristo de Los Esclavos
- Chapelle du Santo Cristo del Valle
- Monastère de Nuestra Señora de Los Ángeles

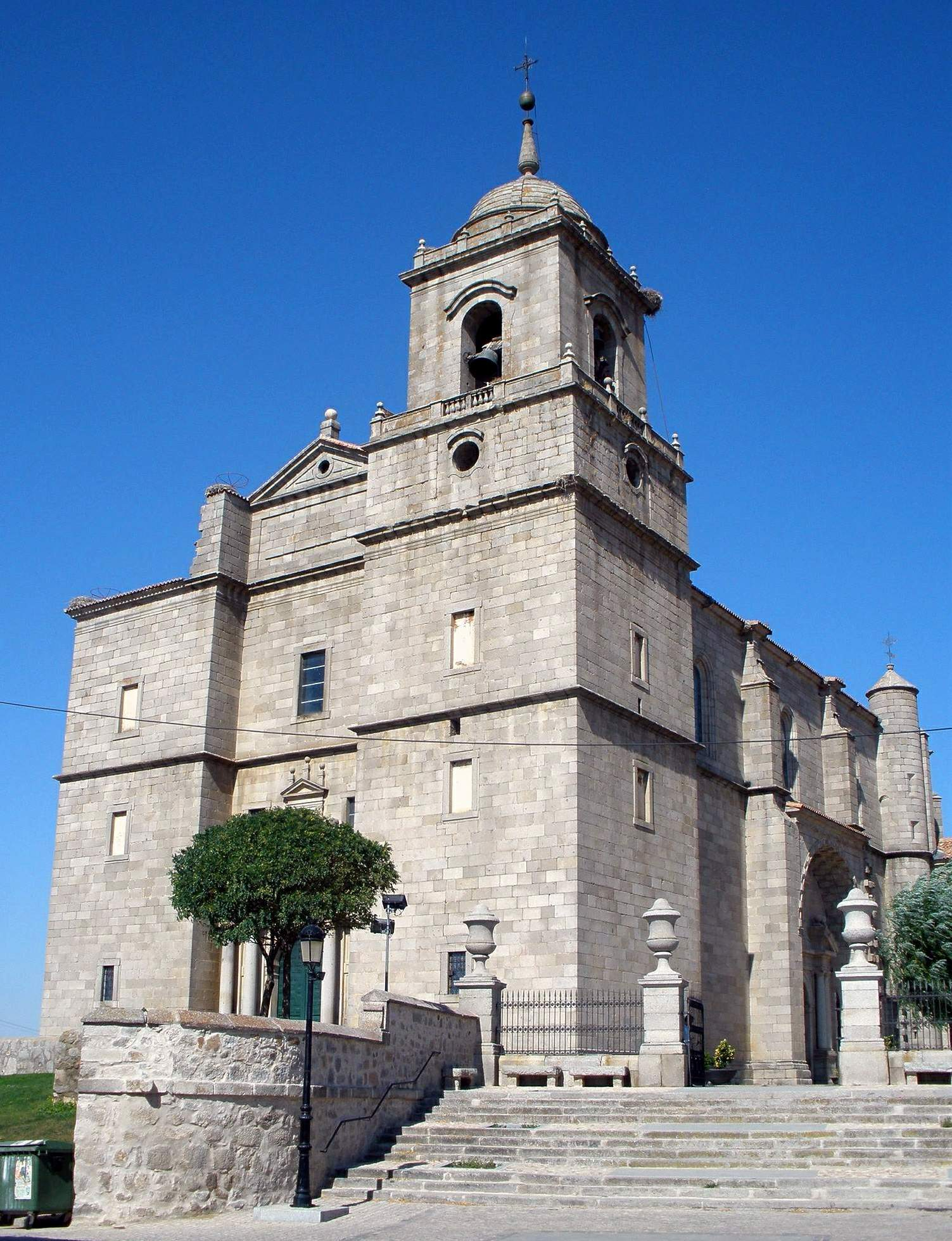
Église paroissiale Saint-Sébastien de Villacastín.
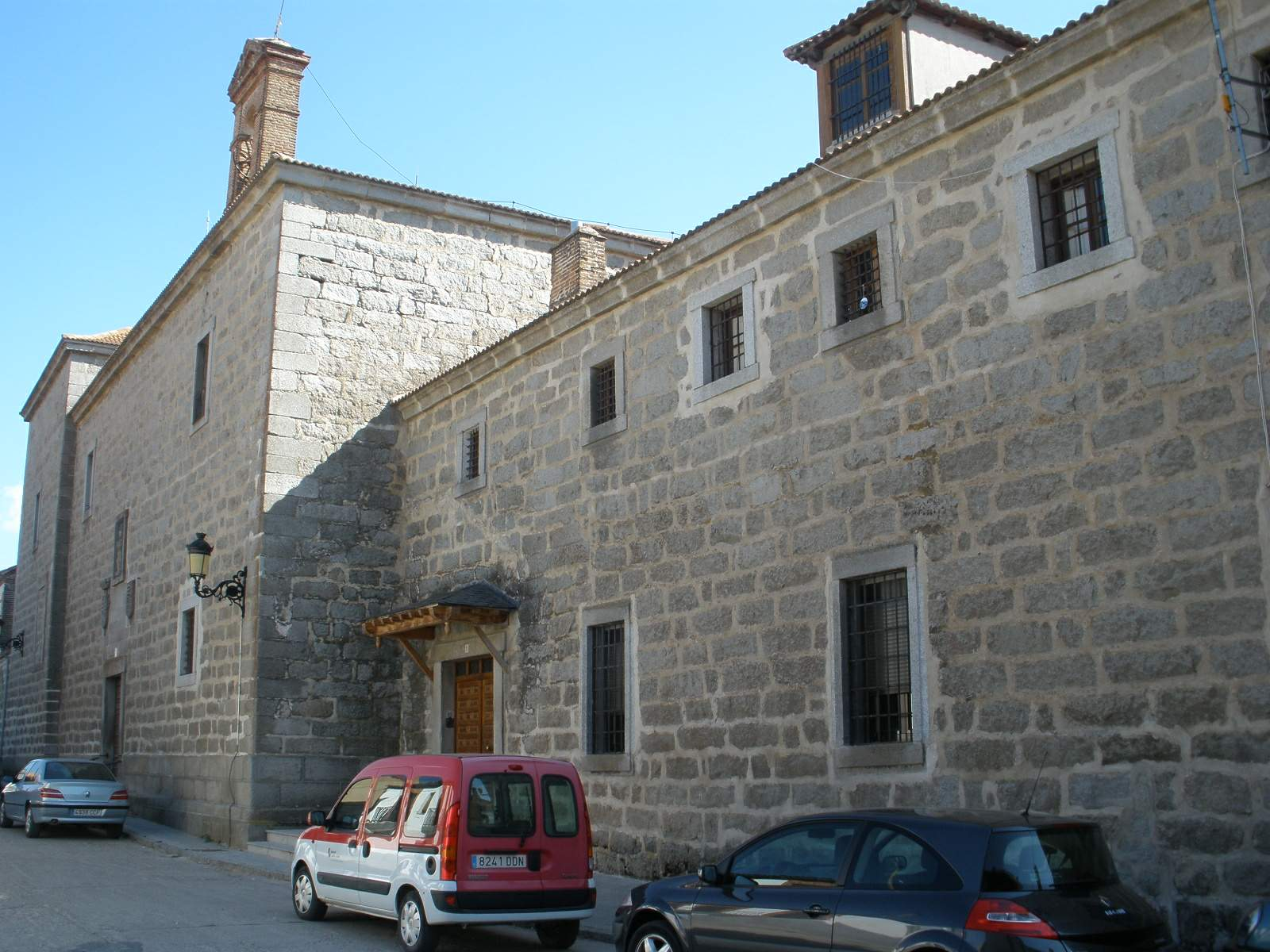
Monastère de Nuestra Señora de Los Ángeles.